# Калабар
Калабар (на английски: Calabar) е град в Нигерия, административен център на щата Крос Ривър. Агломерацията на града има население от около 475 000 жители (по изчисления от март 2016 г.). Има площ от 604 кв. км. Намира се в часова зона UTC+1 в югоизточната част на страната. Градът е първата столица на Нигерия. Средната годишна температура е около 27 градуса. Градът разполага с летище. Калабар е бил отправна точка за търговия с роби, като по-голямата част от корабите, които са ги пренасяли са били английски, от Бристъл и Ливърпул.